# Tillie Olsen

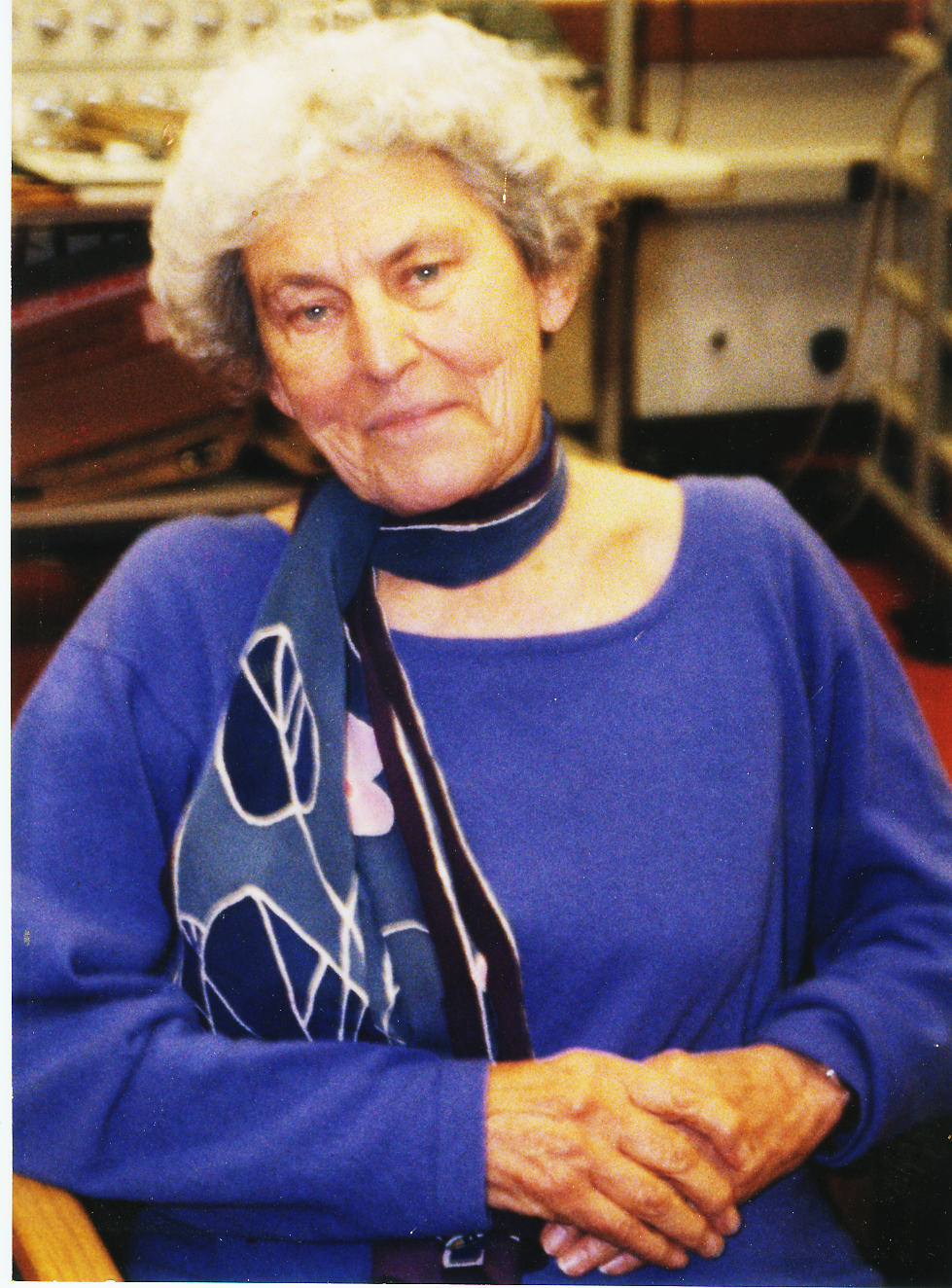
Tillie Olsen

Tillie Olsen (* 14. Januar 1912 in Omaha, Nebraska; † 1. Januar 2007 in Oakland, Kalifornien) war eine US-amerikanische Schriftstellerin.

## Leben
Olsen wurde als Tillie Lerner als Kind russischer Emigranten geboren. Ihre Eltern waren 1905 als politische Flüchtlinge vor dem zaristischen Regime in die USA geflohen. Sie wuchs in bescheidenen Verhältnissen auf.
Sie brach die High School ab und arbeitete in verschiedenen einfachen Berufen. Sie war jedoch talentiert und las sehr viel. Mit 19 begann sie, ihren ersten Roman Yonnondio zu schreiben. Der Titel ist einem Gedicht von Walt Whitman entlehnt und bedeutet „Klage für die Verlorenen“. Der Roman hat viele Ähnlichkeiten mit John Steinbecks Werk Die Früchte des Zorns, das sich ebenfalls mit der Lage der verarmten Arbeiter beschäftigt. Er war auch von der 1861 im Atlantic Monthly erschienenen Novelle Life in the Iron Mills von Rebecca Harding Davis beeinflusst. Der Roman wurde aus Zeitgründen nie fertig, aber 1974 als Fragment veröffentlicht. Auf Deutsch erschien er, übersetzt von Sibylle Koch-Grünberg, 1979 im Luchterhand Literaturverlag. Diese Ausgabe enthielt zusätzlich einen Essay von Olsen mit dem Titel Eine von zwölf, der ursprünglich 1972 unter dem Titel Women Who Are Writers in Our Century: One out of Twelve in der Zeitschrift College English erschienen war.
Olsens Thema ist das harte Leben der einfachen Arbeiter und ihr Kampf für Gerechtigkeit. Schon im Alter von 17 Jahren begann sie, sich mit linker Politik auseinanderzusetzen. Sie war aktives Mitglied der Young Communists' League. 1934 wurde sie für ihre Bemühungen, die Arbeiter zu organisieren, inhaftiert – eine Erfahrung, die sie noch im selben Jahr in den Essays Thousand-Dollar Vagrant und The Strike beschrieb. In den Zeiten der „Popular Front“ waren solche Geschichten beliebt und Arbeiter wurden von verschiedenen Organisationen gefördert, literarisch tätig zu werden.
Bekannt wurde Olsen durch die Geschichte The Iron Throat, die sie 1934 in der Partisan Review veröffentlichte. Daraufhin wurde sie von Verlegern angesprochen. Sie sagte dem Verlag Random House zu. Für das Schreiben eines Kapitels pro Monat bekam sie ein Stipendium.
Sie gab ihre kleine Tochter zu Verwandten und zog nach Los Angeles, um zu schreiben. Sie vermisste jedoch ihre Tochter und beendete den Vertrag 1937. 1936 hatte sie Jack Olsen geheiratet, mit dem sie noch drei weitere Töchter hatte. Für diese wandte sie die folgenden 20 Jahre auf, arbeitete in Billiglohnjobs und engagierte sich politisch für die Rechte der Arbeiter. Gemeinsam mit ihrem Mann verbrachte sie viel Zeit in der Lokalpolitik und bei Gewerkschaftsveranstaltungen.
Erst 1953 begann sie auf Anregung ihrer ältesten Tochter, wieder zu schreiben. Sie nahm an einem Schreibkurs teil, wo der Lehrer bald feststellte, dass er ihr nichts beibringen kann und sie zu einem anderen Kurs schickte. Sie gewann die Stegner Fellowship an der Stanford-Universität für die Jahre 1955 und 1956. In dieser Zeit schrieb sie wieder Kurzgeschichten, die 1961 unter dem Titel Tell Me a Riddle veröffentlicht wurden. Es wurde ihr bekanntestes Werk.
Der Erzählungsband brachte ihr mehrere Stipendien, Preise und akademische Ehrengrade ein. 1978 erschien eine Aufsatzsammlung zum Thema, warum Menschen, besonders Frauen, von literarischem Schaffen abgehalten werden.
Obwohl ihr literarisches Schaffen nur einen geringen Umfang aufwies, wirkte Olsen sehr stark auf andere Autoren. Sie war eine der ersten US-Autorinnen, die das Leben der einfachen Arbeiter zum Thema machte, aber auch betrachtete, wie die Stimmen der Frauen durch gesellschaftliche Umstände unterdrückt werden.
Zuletzt lebte Olsen in Berkeley (Kalifornien), arbeitete als Dozentin und Schriftstellerin und war weiter politisch aktiv.
Am 1. Januar 2007 starb Olsen 94-jährig im Kaiser Hospital in Oakland, Kalifornien.

## Filme
- 1981: Liebe ein Leben lang (Tell me a Riddle)
- 2007: Tillie Olsen: A Heart in Action (Dokumentation)

## Werke in deutscher Übersetzung
- Yonnondio. Roman. Aus dem Amerikanischen von Sibylle Koch-Grünberg. Mit einem Essay der Autorin und einem Nachwort von Hanna-Beate Schöpp-Schilling. Luchterhand, Darmstadt 1979 / Fischer, Frankfurt am Main 1982
- Erzähl' mir ein Rätsel (Tell Me a Riddle). Erzählungen. Aus dem Amerikanischen von Sibylle Koch-Grünberg. Luchterhand, Darmstadt 1980
- Ich steh hier und bügle (Tell Me a Riddle, Requa I, and other Works). Storys. Aus dem Amerikanischen übersetzt von Adelheid Dormagen und Jürgen Dormagen. Mit einem Nachwort von Jürgen Dormagen. Aufbau, Berlin 2022
- Was fehlt. Unterdrückte Stimmen in der Literatur (Silences). Aus dem Amerikanischen von Nina Frey und Hans-Christian Oeser. Mit einem Vorwort von Julia Wolf. Aufbau, Berlin 2022, ISBN 978-3-351-03983-7

## Belege
1. ↑  „A Tribute to Tillie Olsen“
2. ↑  Tillie Olsen: Women Who Are Writers in Our Century: One out of Twelve. In: College English, Vol. 34, No. 1 (Oktober 1972), S. 6–17.

| Personendaten    | Personendaten                     |
| ---------------- | --------------------------------- |
| NAME             | Olsen, Tillie                     |
| KURZBESCHREIBUNG | US-amerikanische Schriftstellerin |
| GEBURTSDATUM     | 14. Januar 1912                   |
| GEBURTSORT       | Omaha, Nebraska                   |
| STERBEDATUM      | 1. Januar 2007                    |
| STERBEORT        | Oakland, Kalifornien              |